# رولز-رویس ترنت ۸۰۰
رولز-رویس ترنت ۸۰۰ (به انگلیسی: Rolls-Royce Trent 800) یک موتور هواگرد ساختِ کارخانهٔ رولز-رویس هولدینگز در کشور بریتانیا است .